# Кубок Чехії з футболу 2022—2023
Кубок Чехії з футболу 2022–2023 — 30-й розіграш кубкового футбольного турніру в Чехії. Титул здобула «Славія» (Прага).

## Календар
| Раунд           | Дата                              | Матчі | Клуби     |
| --------------- | --------------------------------- | ----- | --------- |
| Перший раунд    | 22–23 липня 2022                  | 3     | 151 → 148 |
| Другий раунд    | 29 липня – 3 серпня 2022          | 46    | 148 → 102 |
| Третій раунд    | 10–24 серпня 2022                 | 43    | 102 → 59  |
| Четвертий раунд | 13–21 вересня 2022                | 27    | 59 → 32   |
| 1/16 фіналу     | 11–25 жовтня 2022                 | 16    | 32 → 16   |
| 1/8 фіналу      | 17 листопада 2022 – 1 лютого 2023 | 8     | 16 → 8    |
| 1/4 фіналу      | 1 березня 2023                    | 4     | 8 → 4     |
| 1/2 фіналу      | 5 квітня 2023                     | 2     | 4 → 2     |
| Фінал           | 3 травня 2023                     | 1     | 2 → 1     |

## 1/16 фіналу
| Команда 1                  | Рахунок | Команда 2             |
| -------------------------- | ------- | --------------------- |
| 11 жовтня 2022             |         |                       |
| Яблонець                   | 0:1     | Вишков (2)            |
| 18 жовтня 2022             |         |                       |
| Спартак (Собеслав) (4)     | 0:2     | Карвіна               |
| Пржибрам (2)               | 0:3     | Тепліце               |
| 19 жовтня 2022             |         |                       |
| Слован (Велвари) (3)       | 0:2     | Банік (Острава)       |
| Хлумец-над-Цідліноу (3)    | 0:4     | Градець-Кралове       |
| Запи (3)                   | 1:3     | Сігма (Оломоуць)      |
| Таборско (2)               | 1:2     | Збройовка             |
| Словацко                   | 6:0     | Варнсдорф (2)         |
| Їскра (Домажліце) (3)      | 1:6     | Спарта (Прага)        |
| Глучін (3)                 | 3:2     | Вікторія (Пльзень)    |
| Млада Болеслав             | 4:0     | Простейов (2)         |
| Динамо (Чеські Будейовиці) | 3:1     | Влашим (2)            |
| Богеміанс 1905             | 2:1     | Тржинець (2)          |
| Дукла (2)                  | 0:4     | Славія (Прага)        |
| 25 жовтня 2022             |         |                       |
| Фрідек-Містек (3)          | 0:6     | Слован (Ліберець)     |
| Трініті (Злін)             | 2:0     | Височина (Їглава) (2) |

## 1/8 фіналу
| Команда 1                  | Рахунок | Команда 2        |
| -------------------------- | ------- | ---------------- |
| 17 листопада 2022          |         |                  |
| Тепліце                    | 2:3 дч  | Збройовка        |
| Трініті (Злін)             | 0:1     | Вишков (2)       |
| 18 листопада 2022          |         |                  |
| Карвіна                    | 0:2     | Славія (Прага)   |
| Словацко                   | 1:0     | Млада Болеслав   |
| 19 листопада 2022          |         |                  |
| Банік (Острава)            | 2:3     | Спарта (Прага)   |
| Богеміанс 1905             | 3:0     | Глучін (3)       |
| 26 листопада 2022          |         |                  |
| Слован (Ліберець)          | 4:1     | Сігма (Оломоуць) |
| 1 лютого 2023              |         |                  |
| Динамо (Чеські Будейовиці) | 2:0     | Градець-Кралове  |

## 1/4 фіналу
| Команда 1                  | Рахунок      | Команда 2      |
| -------------------------- | ------------ | -------------- |
| 1 березня 2023             |              |                |
| Славія (Прага)             | 4:0          | Вишков (2)     |
| Словацко                   | 1:2          | Богеміанс 1905 |
| Слован (Ліберець)          | 2:2 пен. 3:5 | Спарта (Прага) |
| Динамо (Чеські Будейовиці) | 2:1          | Збройовка      |

## 1/2 фіналу
| Команда 1      | Рахунок | Команда 2                  |
| -------------- | ------- | -------------------------- |
| 5 квітня 2023  |         |                            |
| Спарта (Прага) | 2:0     | Динамо (Чеські Будейовиці) |
| Славія (Прага) | 3:2 дч  | Богеміанс 1905             |

## Фінал
| 3 травня 2023 19:00 |

| Спарта (Прага) | 0–2 | Славія (Прага)             |
| -------------- | --- | -------------------------- |
|                |     | Доудєра 59' Панак 64' (аг) |

| epet ARENA, Прага Глядачів: 17 037 Арбітр: Далібор Черний |